# 1991년 한국시리즈
1991년 프로야구 한국시리즈는 10월 9일부터 10월 13일까지 모두 4경기를 벌여, 해태 타이거즈가 빙그레 이글스를 4승 무패로 제압하고 통산 여섯 번째 우승을 차지했다. 한국시리즈 MVP에는 한국시리즈에서 15타수 7안타 8타점의 활약을 펼친 해태의 포수 장채근이 선정됐는데 빙그레는 주전 유격수 황대연이  플레이오프 1차전에서 연습 도중  허리를 다쳐 시즌을 마감해  내야수비에서 허점을 드러내 3번째 준우승에 그쳤다.

## 정규 시즌
| 순위 | 구단   | 승 | 무 | 패 | 승률 | 승차 |
| ---- | ------ | -- | -- | -- | ---- | ---- |
| 1위  | 해태   | 79 | 5  | 42 | .647 | 0.0  |
| 2위  | 빙그레 | 72 | 5  | 49 | .591 | 7.0  |
| 3위  | 삼성   | 70 | 1  | 55 | .560 | 11.0 |
| 4위  | 롯데   | 61 | 3  | 62 | .496 | 19.0 |
| 5위  | 태평양 | 55 | 2  | 69 | .444 | 25.5 |
| 6위  | LG     | 53 | 1  | 72 | .425 | 28.0 |
| 6위  | 쌍방울 | 52 | 3  | 71 | .425 | 28.0 |
| 8위  | OB     | 51 | 2  | 73 | .413 | 29.5 |

## 플레이오프 결과
|               | 승리팀             | 경기 결과 | 상대팀             |
| ------------- | ------------------ | --------- | ------------------ |
| 준 플레이오프 | 삼성 라이온즈(3위) | 2 - 1 - 1 | 롯데 자이언츠(4위) |
| 플레이오프    | 빙그레 이글스(2위) | 3 - 0 - 1 | 삼성 라이온즈(3위) |

준 플레이오프에서는 무승부로 4차전이 치러졌는데, 프로야구 포스트시즌 사상 처음으로 예정보다 경기를 더 치르게 되었다. 준 플레이오프 4차전은 이후 5전 3선승제로 바뀔 때까지 일어나지 않았으며, 무승부로 포스트시즌 경기수가 늘어난 것은 2004년 한국시리즈가 두 번째이다.

## 한국시리즈 경기 결과

### 1차전
10월 9일 - 광주무등경기장 야구장

| 팀                                                                                          | 1 | 2 | 3 | 4 | 5 | 6 | 7 | 8 | 9 | R | H | E |
| 빙그레 이글스                                                                               | 0 | 1 | 1 | 0 | 0 | 0 | 0 | 2 | 0 | 4 | 8 | 2 |
| 해태 타이거즈                                                                               | 0 | 3 | 1 | 0 | 0 | 2 | 0 | 3 | X | 9 | 6 | 0 |
| 승리 투수: 선동열 패전 투수: 한희민 홈런: 빙그레 – 강정길(2회 솔로) 해태 – 한대화(2회 투런) |   |   |   |   |   |   |   |   |   |   |   |   |

1차전 선발카드는 선동열과 한희민. 당시 빙그레의 선발은 한용덕(17승 6패 방어율 2.23)이 예상되었으나 김영덕 감독이 맞불작전을 피하고자 한희민을 등판시켰다. 빙그레는 2회초 강정길의 솔로홈런으로 앞서갔으나, 해태는 2회말 한대화의 역전 투런홈런과 장채근의 적시타로 가볍게 뒤집기에 성공하였다.
빙그레의 추격도 매서웠으나, 김성한과 이순철이 그때마다 적시타를 때려내 추격 의지를 꺾었다. 1990년 삼성과 벌였던 플레이오프 악몽을 잊지 않고 있던 선동열은 비록 4실점을 하였으나 9회까지 마운드를 지키며 팀의 9대4 승리를 이끌어낸다.

### 2차전
10월 10일 - 광주무등경기장 야구장
| 팀                                                                         | 1 | 2 | 3 | 4 | 5 | 6 | 7 | 8 | 9 | R  | H  | E |
| 빙그레 이글스                                                              | 1 | 1 | 0 | 0 | 0 | 0 | 0 | 0 | 0 | 2  | 7  | 3 |
| 해태 타이거즈                                                              | 0 | 1 | 1 | 0 | 6 | 1 | 2 | 0 | X | 11 | 13 | 1 |
| 승리 투수: 이강철 패전 투수: 한용덕 홈런: 해태 – 이건열(3회 솔로/5회 투런) |   |   |   |   |   |   |   |   |   |    |    |   |

2차전은 6승의 김정수와 17승의 한용덕이 맞붙었다. 빙그레는 1회 장종훈의 우전안타를 이건열이 어이없는 알까기 실책을 범한데 힘입어 선취득점에 성공한다.2회에는 이강돈과 김상국의 연속안타로 1점을 추가, 김정수를 강판시킨다. 투수를 이강철로 바꿔 추가 실점을 막은 해태는 바로 반격에 나섰다. 2회말 1점을 추격한데 이어 이건열이 3회와 5회 연타석 홈런을 기록, 역전에 성공한다. 빙그레는 김인권을 마운드에 올려 실점을 막으려 했으나, 오히려 2루타 2개,단타 2개, 볼넷 2개를 묶어 4점을 더 헌납, 승부가 결정났다.

### 3차전
10월 12일 - 대전한화생명이글스파크
| 팀                                                 | 1 | 2 | 3 | 4 | 5 | 6 | 7 | 8 | 9 | R | H | E |
| 해태 타이거즈                                      | 0 | 0 | 0 | 0 | 0 | 0 | 0 | 4 | 0 | 4 | 4 | 1 |
| 빙그레 이글스                                      | 0 | 1 | 0 | 0 | 0 | 0 | 0 | 0 | 0 | 1 | 8 | 0 |
| 승리 투수: 조계현 패전 투수: 송진우 세이브: 신동수 |   |   |   |   |   |   |   |   |   |   |   |   |

3차전은 송진우와 문희수의 대결로 펼쳐졌다. 빙그레는 2회말 강석천의 적시타로 먼저 앞서 갔다. 이러는 사이 송진우는 해태 타선을 7회까지 무안타 무사사구로 틀어막으며 퍼펙트 게임을 눈앞에 두는 듯 했다. 8회초, 해태는 2사후 정회열을 대타로 내보냈고, 그는 볼넷을 얻어내며 송진우의 퍼펙트를 깨뜨린다.이어 홍현우가 좌전안타를 터뜨리며 노히트노런마저 깨뜨린 뒤, 장채근이 2타점 2루타를 날리며 역전이 됐다. 전의를 상실한 송진우는 윤재호에게 우월 3루타까지 허용하며 3실점으로 강판된다. 이어 이건열이 릴리프 장정순으로부터 쐐기 적시타를 때려내며 해태는 우승을 눈앞에 뒀다.

### 4차전
10월 13일 - 대전한화생명이글스파크
| 팀                                                                                    | 1 | 2 | 3 | 4 | 5 | 6 | 7 | 8 | 9 | R | H | E |
| 해태 타이거즈                                                                         | 0 | 0 | 0 | 0 | 0 | 0 | 0 | 3 | 2 | 5 | 7 | 0 |
| 빙그레 이글스                                                                         | 1 | 0 | 0 | 1 | 0 | 0 | 0 | 2 | 0 | 4 | 8 | 1 |
| 승리 투수: 선동열 패전 투수: 한희민 홈런: 빙그레 – 이정훈(1회 솔로), 강석천(8회 투런) |   |   |   |   |   |   |   |   |   |   |   |   |

4차전 역시 빙그레가 선취점을 따냈다. 빙그레는 1회말 이정훈의 솔로홈런, 4회말 임주택의 좌중월 3루타로 2대0으로 앞섰다. 그러나 해태는 8회초 무사1, 2루에서 양회열타석에 대타로 등장한 김태완이 번트를 대리라는 예상을 뒤엎고 좌중간을 꿰뚫는 2루타를 터뜨려 순식간에 동점을 만들었고 김태완 자신은 보내기번트와 후속땅볼로 홈인, 3 대 2로 역전에 성공했다. 승기를 잡은 해태는 주저없이 송유석에 이어 선동열을 투입, 1점차 승리를 지키려 했다. 그러나 손쉽게 원아웃을 잡은 선동열은 조양근에게 좌월 2루타를 허용하더니 2사후 강석천에게 좌월 2점홈런을 얻어맞고 말았다. 4 대 3 빙그레의 역전 리드. 8회초 해태의 대공세를 잠재우고 8회말 반격으로 승리투수의 요건을 갖춘 한희민은 1이닝만 무사히 넘기면 시리즈의 운명결정을 잠실로 넘길 수 있었다. 그러나 선두 한대화에게 포볼과 2루스틸을 허용한 한희민은 성균관대 동기이자 가장 친한 친구인 장채근에게 중전적시타를 맞아 기어이 4 대 4 동점으로 몰리고 말았다. 후속 실책으로 1사1, 2루의 찬스가 돌아오자 이순철은 기어이 좌중간적시타를 터뜨려 스코어는 5 대 4 해태 리드. 그리고 선동열은 9회말 마지막 타자를 스탠딩 삼진으로 잡아내며 해태의 V6를 알렸다.

## 방송 중계

### TV
| 방송 채널 | 캐스터(한국시리즈 차전) | 해설위원        | 비고 |
| --------- | ----------------------- | --------------- | ---- |
| KBS 1TV   | 이장우(1), 정도영(3)    | 하일성          |      |
| MBC TV    | 양진수(2·4)             | 허구연 & 김소식 |      |

### 라디오
| 방송 채널     | 캐스터(한국시리즈 차전) | 해설위원             | 비고 |
| ------------- | ----------------------- | -------------------- | ---- |
| KBS 제1라디오 | 불명(1), 불명(3)        | 하일성               |      |
| MBC 표준FM    | 고창근(1), 송인득(3)    | 허구연(1), 김소식(3) |      |